# Самойлов, Глеб Рудольфович
Глеб Рудо́льфович Само́йлов (род. 4 августа 1970, Асбест, СССР) — советский и российский певец, поэт-песенник, композитор, лидер рок-группы The Matrixx (ныне — «Глеб Самойлов - Агата Кристи»), в прошлом — один из фронтменов группы «Агата Кристи». Младший брат Вадима Самойлова.

## Детство и юность
Родился и провёл детство в городе Асбест. Мать — Ирина Владимировна Самойлова (род. 02.02.1938) — врач-реаниматолог, отец — Рудольф Петрович (13.06.1938—12.05.1994) — инженер.
С раннего возраста Самойлов полюбил музыку группы Pink Floyd, Владимира Высоцкого, Альфреда Шнитке, оперетту. Эти увлечения оказали большое влияние на его дальнейшее творчество. Первую песню, «Дворник», Самойлов написал в возрасте четырнадцати лет. В 1984 году в Уральском Политехническом Институте старший брат Глеба (Вадим Самойлов) основывает свою группу "ВИА РТФ УПИ" В 1987 году песни Самойлова младшего будут использованы для третьего магнитоальбома "Свет" в последствии уже в составе "Агаты Кристи" Глеб становится бас гитаристом и полноценным участником группы, Александр Кузнецов что был до него басистом группы, отошёл за пульт звукорежиссёра

## «Агата Кристи»

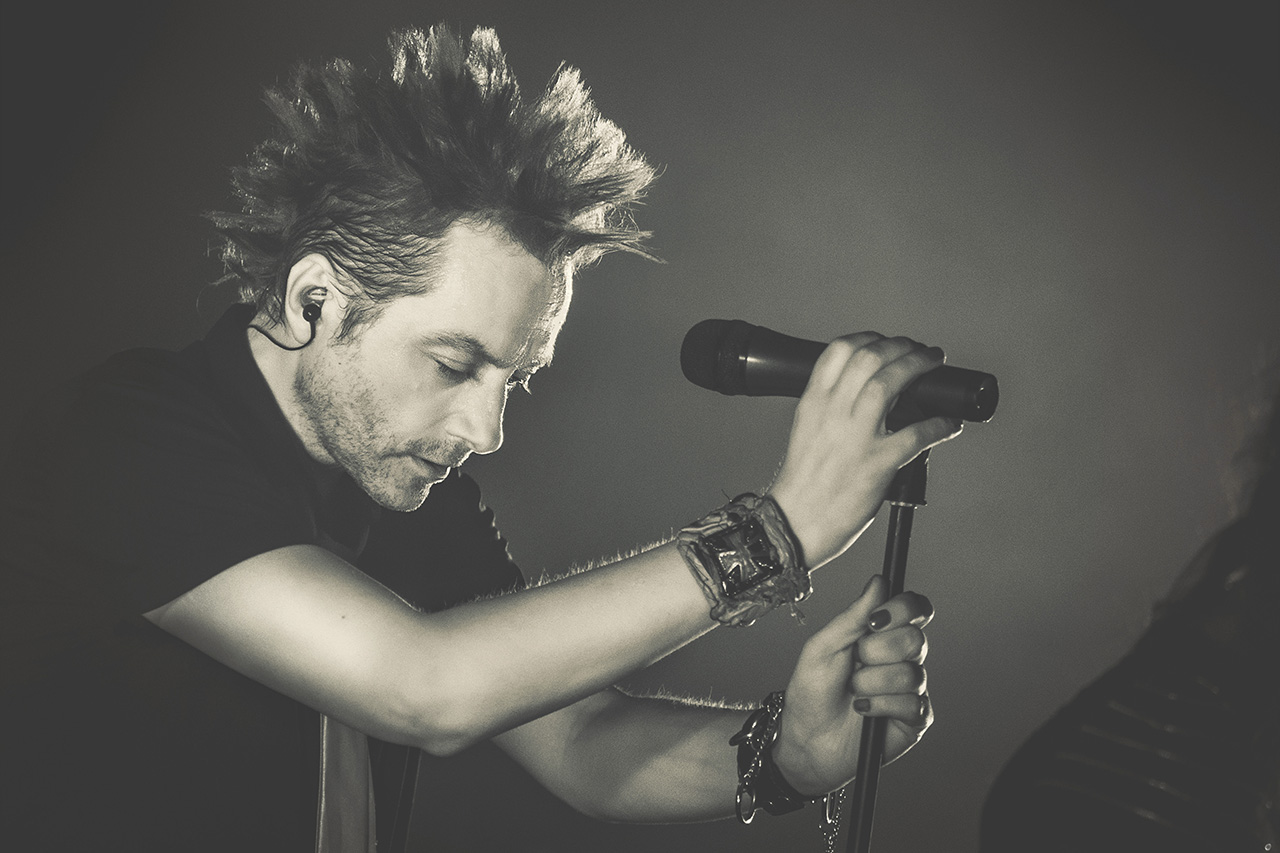
2014 год

Несмотря на мечты о собственной группе, в 1987 году Глеб Самойлов присоединился к Петру Маю, Александру Козлову и своему старшему брату Вадиму Самойлову. Официальным днём рождения «Агаты Кристи» считается 20 февраля 1988 года, когда прошёл первый концерт группы под этим названием в актовом зале Уральского политехнического института.
Начиная с 1991 года и до конца существования группы в 2010 году являлся основным автором слов и музыки. Большая часть песен, включая самые известные, написана им.
Играл на гитарах «Gibson Les Paul Standard», «Ibanez Roadstar II Bass», «Rickenbacker Bass 4001JG», «Schecter».

## The Matrixx

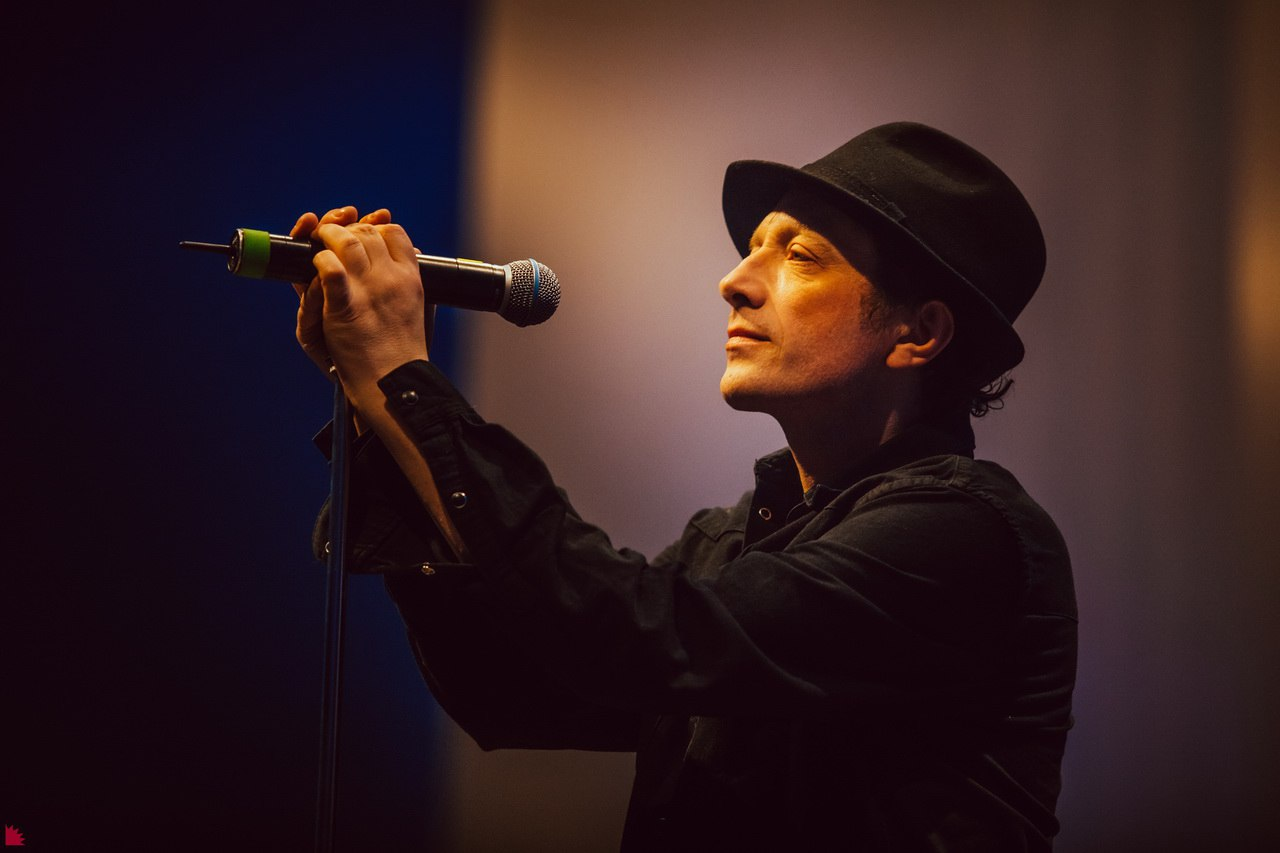
2017 год

В январе 2010 года для воплощения творческих идей Глеба Самойлова, выходивших за рамки «Агаты Кристи», была создана группа «Глеб Самойлоff & The Matrixx».

The Matrixx — это как бы отложенная история. Это то, чем я должен был заниматься в 17 лет, если бы не случилась «Агата». «Агата Кристи» не была моей группой, я был в неё приглашен... Собственным творчеством я смог заняться только в 2010-м. За это время накопилась куча человеческих и моральных долгов, с которыми в последнем альбоме я рассчитался. Сбылась мечта идиота, поздно, но сбылась. — Глеб Самойлов, «Новая газета» 18 апреля 2019 года
Первые альбомы оказались неожиданностью для части критиков и фанатов, шокировали тексты, имидж музыкантов, «непохожесть на Агату Кристи», «хх» в названии группы также вызвало у некоторых раздражение. Лейтмотивом композиций The Matrixx стали темы жестокой любви, конфликта внутреннего человека с внешнем миром и Богом.

В проекте The Matrixx (...) появляется и множество других компонентов. Главный из них — цельное театральное действо, где одинаково большое значение имеет роскошное световое шоу, жестикуляция музыкантов, их костюмы, порядок песен, поэтические вставки, танцевальные номера а-ля «Ласковый май», а также технические «фишки» вроде «кукольного» ревера на голосах в некоторых песнях.— Денис Ступников, km.ru, 4 мая 2010 года

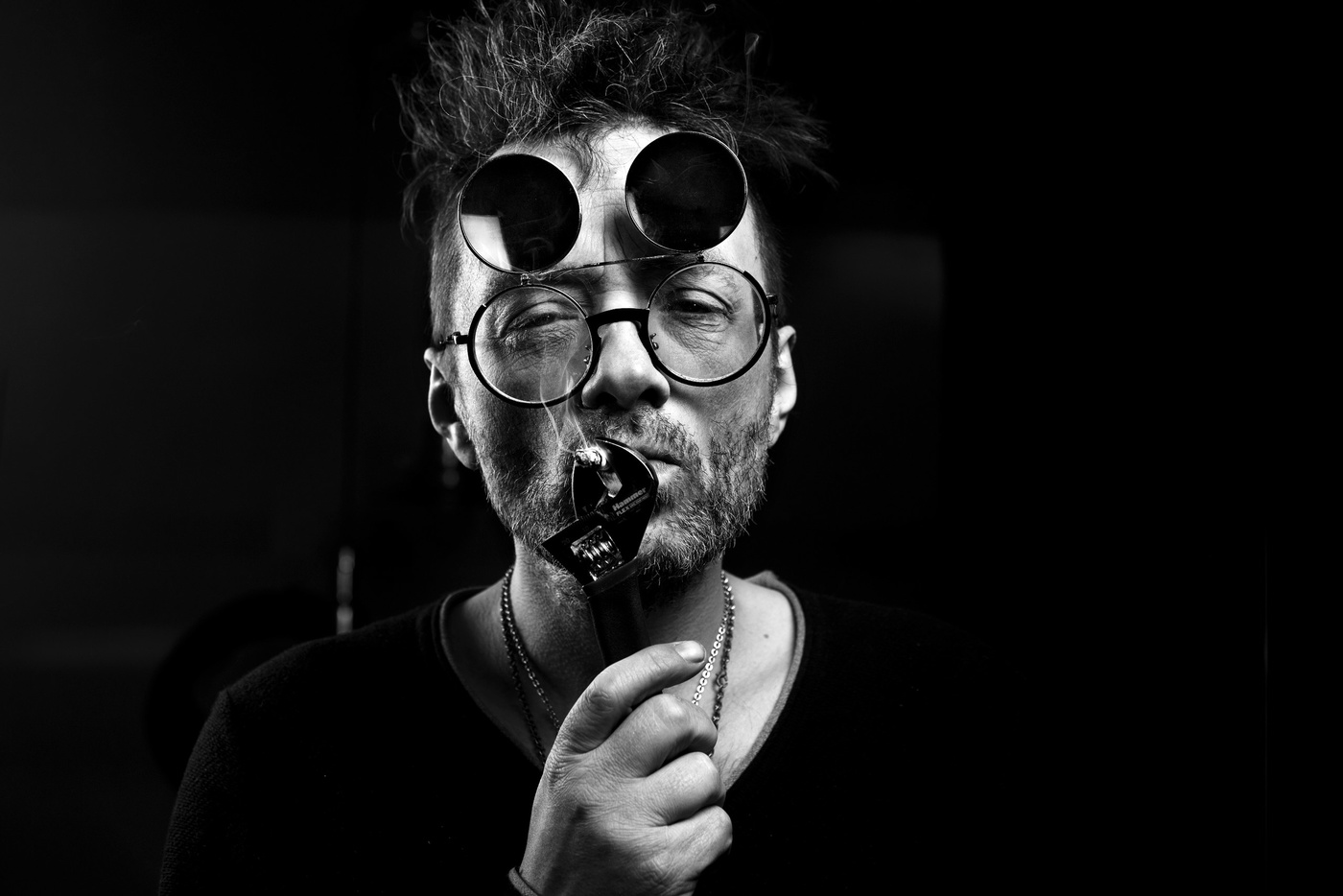
2018 год

Музыкальный почерк The Matrixx эклектичен, группа использует самые разные стили и их смешение. Критики приблизительно определяют его как дарквейв с нотками металла, техно-дэнс или электроклэш, а также с лёгкой руки самого Глеба Самойлова, — «неопостготикой». Группа записала шесть альбомов, и на каждый из них следовала неоднозначная реакция публики и критиков. Например, об альбоме «Треш» писали и то, что музыка его банальна, песни «не цепляют», название альбома является как бы признанием отсутствия качества, припев «мудацкий фильм — ужастик, мудацкий фильм — порнуха» можно принять за краткий пересказ основных песен с альбома, тематика лирики — от педофилии и гомосексуализма, до просто абсурдного набора слов, и — что альбом по звучанию сопоставим с лучшими западными образцами, является очень разноплановой и глубокой работой, одной из самых интересных и неоднозначных пластинок в российской рок-музыке.
С 2015 года в репертуар The Matrixx вошли и написанные Самойловым хиты «Агаты Кристи».

Вещи Самойлова — это нечто большее, чем просто комок энергии, куда ближе к категории искусства, чем просто попадание в драйв. Глеб Самойлов действительно пребывает в статусе рок-героя (...) есть музыка для масс, есть песни для эмоций, а есть — для разума. И идеальный рок-герой — тот, кто всё это сочетает.— Павел Сурков, Известия, 22 июля 2019 года

## Сольные и совместные проекты

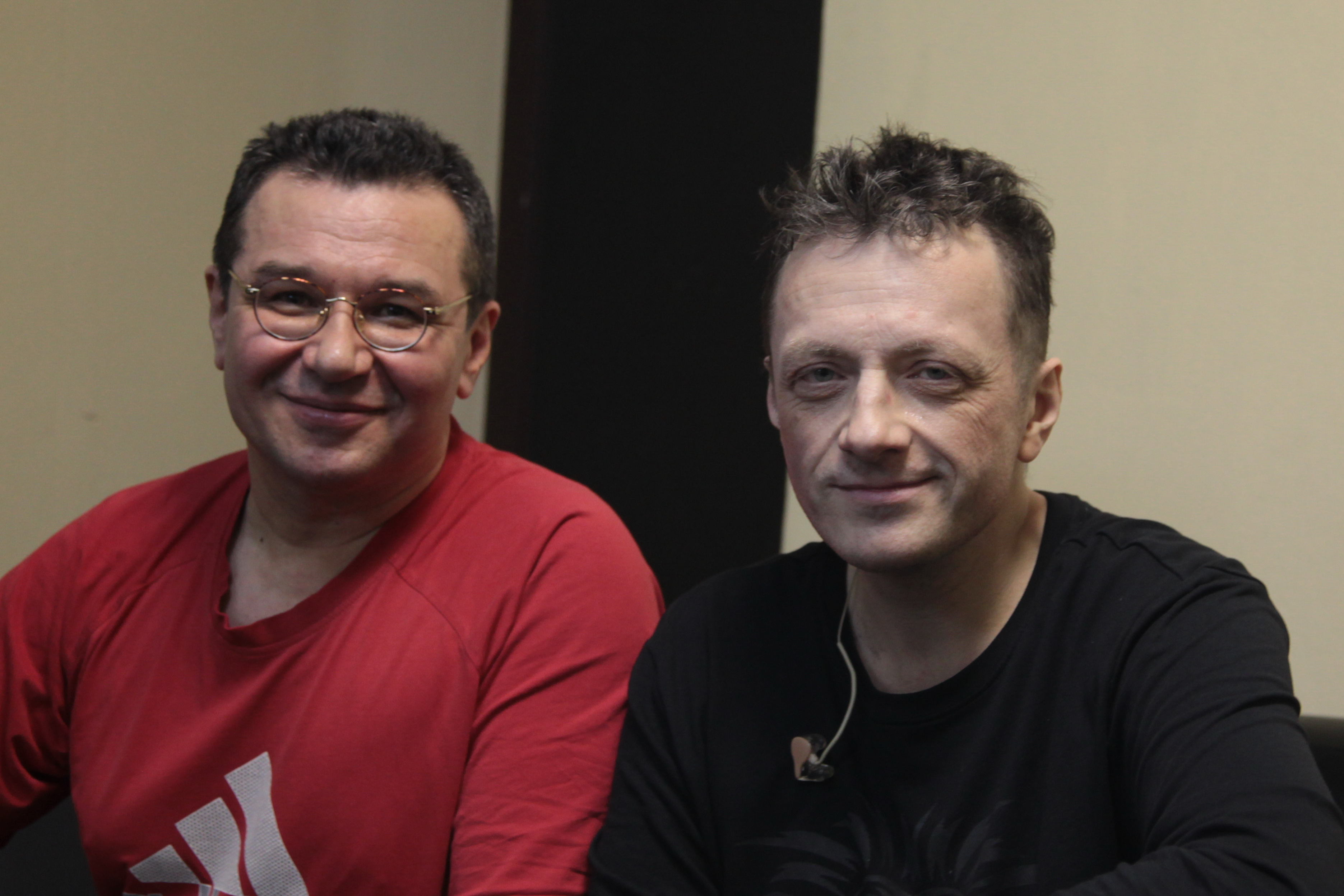
Глеб Самойлов и Андрей Котов. 2018 год

Помимо участия в группах «Агата Кристи» и The Matrixx, Глеб Самойлов записал два сольных альбома: «Маленький Фриц» и «Свистопляска». В 2005—2018 годах сотрудничал со многими, как начинающими, так и известными артистами и группами. В 2017—2018 годах увлёкся сочинением музыки с помощью iPhone и iPad. Эти композиции он называет «электронными экспериментами» или «коллажами».
В апреле 2018 года издательство «Эксмо» выпустило поэтический сборник «Живые поэты», куда вошло стихотворение Глеба Самойлова «Один. Девять. Семь. Два».
20 ноября 2018 года состоялась пресс-конференция, во время которой Самойлов сделал ряд неоднозначных замечаний по поводу истории группы «Агата Кристи». Пресс-конференция была посвящена юбилейной программе «Агата Кристи 30: Тёмная сторона», премьера которой прошла 2 декабря в московском клубе «Известия-hall» при участии Андрея Котова и Гоши Куценко. В программу вошли раритетные, не исполнявшиеся на концертах, песни «Агаты Кристи», распавшейся девять лет назад.
30 января 2019 года Глеб Самойлов принял участие в записи «Квартирника НТВ у Маргулиса», посвящённого творчеству Линды. Музыканты совместно исполнили «Добрую песню» из репертуара группы The Matrixx. Программа вышла в эфир в ночь с 23 на 24 марта на канале НТВ.
14 мая 2019 года Самойлов принял участие в фестивале «Панк-лирика», где состоялась концертная премьера сингла «Поезда».
15 ноября 2019 года состоялся концерт в Москве в ДК им. Горбунова. Артисты и рок-музыканты объединились на сцене с симфоническим оркестром «Глобалис» и спели песни Владимира Высоцкого. Среди участников концерта был Глеб Самойлов, который исполнил «Балладу об уходе в рай». Она же прозвучала в эфире Первого канала 21 января 2020 года в концертной части вручения премии «Своя Колея».
| Дата             | Название                                   |
| ---------------- | ------------------------------------------ |
| 23 декабря 2018  | «Moscwariki & все все все»                 |
| 16 января 2019   | «Ёлочка, гори»                             |
| 21 апреля 2019   | «Детка-Конфетка»                           |
| 8 июня 2019      | «Советский волшебник»                      |
| 21 июня 2019     | No comment                                 |
| 25 июля 2019     | Andy Kaufman                               |
| 29 сентября 2019 | LADOГА Летом Девятнадцатого                |
| 5 ноября 2019    | Chanson Radio НУАРЪ                        |
| 21 ноября 2019   | Hitchpop                                   |
| 9 декабря 2019   | «Also Sprach недотыкомка»                  |
| 11 декабря 2019  | «С Днём Рождения Мамлеева»                 |
| 30 декабря 2019  | «Shades of Red ИЛИ Цирк Уехал , Клоун Нет» |

| Дата       | Название            |
| ---------- | ------------------- |
| 8 мая 2019 | Pœzdenž & Brainløøp |

| Дата            | Название                        |
| --------------- | ------------------------------- |
| 5 февраля 2020  | «На Дальних ВнеЗемелья Рубежах» |
| 17 февраля 2020 | «Царь Птица»                    |
| 19 февраля 2020 | «2020»                          |
| 12 апреля 2020  | «СПоследнимДнёмПобеды!»         |
| 22 июня 2020    | «Чёрный ящик»                   |
| 20 июля 2020    | «Все Знать.2016»                |

## Конфликт братьев Самойловых
В феврале 2015 года по просьбе Вадима Самойлова Глеб Самойлов принял участие в «Ностальгических концертах» «Агаты Кристи», после чего начался конфликт вокруг не выплаченного ему гонорара. Вадим отправился в тур под названием «Агата Кристи. Все хиты», а также начал исполнять песни, написанные Глебом для себя и в составе «Агаты Кристи» исполнявшиеся только Глебом.
Были поданы два иска: о нарушении авторских прав и о деньгах, что стало началом серии судебных тяжб и активного обсуждения их в прессе. В удовлетворении иска по авторским правам было отказано, но денежный иск был признан обоснованным, дело решено в пользу Глеба.
После этого Вадим Самойлов подал кассацию по деньгам, и дело вернули на новое рассмотрение в Савёловский суд. Решением Савёловского районного суда от 13 ноября 2018 года в удовлетворении иска о взыскании денежных средств было отказано. Данное решение было оставлено в силе Апелляционным определением Московского городского суда от 24 мая 2019 года.

## Семья
Первый брак — с художницей Татьяной (поженились в 1992). Сын Глеб (род. 27 ноября 1996).
Второй брак — с дизайнером Анной Чистовой.
Третий брак (с апреля 2016) — с журналисткой Татьяной Ларионовой.

## Дискография

### Альбомы

#### В составе группы «Агата Кристи»
- 1988 — «Второй фронт»
- 1989 — «Коварство и любовь»
- 1991 — «Декаданс»
- 1993 — «Позорная звезда»
- 1995 — «Опиум»
- 1997 — «Ураган»
- 1998 — «Чудеса»
- 2000 — «Майн Кайф?»
- 2004 — «Триллер. Часть 1»
- 2010 — «Эпилог»

#### Сольные
- 1990 — «Маленький Фриц»
- 1992 — «Сви100пляска»

#### Альбомы электронной музыки
- 12.10.2018 — «Советский Волшебник.m4a»

#### В составе группы The Matrixx
- 2010 — «Прекрасное жестоко»
- 2011 — «Треш»
- 2013 — «Живые, но Мёртвые»
- 2014 — «Light»
- 2015 — «Резня в Асбесте»
- 2017 — «Здравствуй»

Синглы и ЕР
- 2018 — «Поёт душа», «Поезда, поезда»
- 2021 — EP2021

## Видеография

### Клипы

#### Клипы группы «Агата Кристи» с участием Глеба Самойлова
| Дата релиза | Название           | Режиссёр                            | Участие Глеба Самойлова                                                     |
| ----------- | ------------------ | ----------------------------------- | --------------------------------------------------------------------------- |
| 1988        | «Наша правда»      | Андрей Разбаш                       | Исполнитель, снимался в клипе                                               |
| 1989        | «Viva Kalman!»     | Андрей Разбаш                       | Исполнитель, снимался в клипе                                               |
| 1989        | «Сытая свинья»     | Андрейc Аболс и Кирилл Котельников  | Автор текста, музыки, исполнитель, снимался в клипе                         |
| 1989        | «Канкан»           | Кирилл Котельников                  | Соавтор текста и музыки, исполнитель, снимался в клипе                      |
| 1994        | «Нисхождение»      | Игорь Песоцкий                      | Автор текста, исполнитель                                                   |
| 1994        | «Как на войне»     | Игорь Песоцкий, Владимир Козловский | Автор текста, музыки, исполнитель, снимался в клипе                         |
| 1994        | «Новый год»        | Юрий Морозов                        | Автор текста, музыки, исполнитель, снимался в клипе                         |
| 1994        | «Сказочная тайга»  | Виктор Конисевич                    | Автор текста, концепции клипа, исполнитель, снимался в клипе                |
| 1995        | «Опиум для никого» | Анатолий Берсенев                   | Автор текста, музыки, исполнитель, снимался в клипе                         |
| 1995        | «Чёрная луна»      | Виктор Конисевич                    | Автор текста, исполнитель, снимался в клипе                                 |
| 1996        | «Два корабля»      | Виктор Конисевич                    | Автор текста, музыки, исполнитель, снимался в клипе                         |
| 1997        | «Моряк»            | Андрей Лукашевич                    | Автор текста, исполнитель, снимался в клипе                                 |
| 1998        | «Ковёр-вертолёт»   | Виктор Конисевич                    | Автор текста, исполнитель                                                   |
| 1999        | «Дорога паука»     | Глеб Орлов, Алексей Муравьев        | Автор текста, музыки, исполнитель, снимался в клипе                         |
| 2000        | «Секрет»           | Глеб Орлов, Алексей Муравьев        | Автор текста, музыки, исполнитель, автор сценария клипа, снимался в клипе   |
| 2000        | «Выпить море»      | Братья Самойловы                    | Автор текста, музыки, исполнитель, соавтор концепта клипа, снимался в клипе |
| 2001        | «Пуля»             | Виктор Конисевич                    | Автор текста, музыки, исполнитель, снимался в клипе                         |
| 2004        | «Триллер»          | Андрей Лукашевич                    | Автор текста, музыки, исполнитель, снимался в клипе                         |
| 2005        | «Весёлый мир»      | Андрей Лукашевич                    | Автор текста, музыки, исполнитель, снимался в клипе                         |
| 2008        | «Подвиг»           | Михаил Никадимов                    | Автор текста, музыки, исполнитель, снимался в клипе                         |
| 2009        | «Сердцебиение»     | Андрей Каплев                       | Исполнитель, снимался в клипе                                               |

#### Клипы группыThe Matrixx
| Дата релиза | Название             | Режиссёр                              | Участие Глеба Самойлова                             |
| ----------- | -------------------- | ------------------------------------- | --------------------------------------------------- |
| 2010        | «Никто не выжил»     | Валерия Гай Германика                 | Автор текста, музыки, исполнитель, снимался в клипе |
| 2010        | «Любовью»            | Артём Пугач                           | Автор текста, музыки, исполнитель, снимался в клипе |
| 2011        | «Делайте бомбы»      | Дмитрий Чернов                        | Автор текста, музыки, исполнитель, снимался в клипе |
| 2012        | «Космос»             | Владимир «Светозар» Маслаков          | Автор текста, музыки, исполнитель, снимался в клипе |
| 2012        | «Мы под огнём»       | Игорь Бронников                       | Автор текста, музыки, исполнитель, снимался в клипе |
| 2013        | «Романтика»          | Сергей Люлин                          | Автор текста, музыки, исполнитель, снимался в клипе |
| 2014        | «Космический десант» | Екатерина и Вадим Шатровы             | Автор текста, музыки, исполнитель, снимался в клипе |
| 2014        | «Партизаны»          | Андрей Ковандо                        | Автор текста, музыки, исполнитель, снимался в клипе |
| 2015        | «Живой»              | Евгений Левкович                      | Автор текста, музыки, исполнитель, снимался в клипе |
| 2015        | «Добрая песня»       | Дмитрий Звягин                        | Автор текста, музыки, исполнитель, снимался в клипе |
| 2017        | «Звезда»             | Нина Дягилева, Данила Зотов и Ася Фри | Автор текста, музыки, исполнитель, снимался в клипе |

#### Видеоколлажи
| Дата релиза | Название                    | Автор видео                      | Участие Глеба Самойлова                  |
| ----------- | --------------------------- | -------------------------------- | ---------------------------------------- |
| 2018        | «Маяковский»                | Алеся Маньковская                | Автор текста, музыки, исполнитель        |
| 2018        | «Если ты знаешь»            | Алеся Маньковская                | Автор текста, музыки, исполнитель        |
| 2018        | «Поезда»                    | Алеся Маньковская                | Автор текста, музыки, исполнитель        |
| 2019        | «Детка-Конфетка»            | Глеб Самойлов                    | Автор текста, музыки, видео, исполнитель |
| 2019        | Pœzdenž & Brainløøp         | Глеб Самойлов, Алеся Маньковская | Автор текста, музыки, видео, исполнитель |
| 2019        | «Советский Волшебник»       | Глеб Самойлов                    | Автор текста, музыки, видео, исполнитель |
| 2019        | No comment                  | Глеб Самойлов                    | Автор текста, музыки, видео, исполнитель |
| 2019        | Andy Kaufman                | Глеб Самойлов                    | Автор текста, музыки, видео, исполнитель |
| 2019        | LADOГА Летом Девятнадцатого | Глеб Самойлов                    | Автор текста, музыки, видео, исполнитель |

#### Аудиоэксперименты
| Дата релиза | Название                        | Участие Глеба Самойлова   |
| ----------- | ------------------------------- | ------------------------- |
| 2019        | Chanson Radio НУАРЪ             | Автор музыки, исполнитель |
| 2019        | Hitchpop                        | Автор музыки, исполнитель |
| 2019        | «Also Sprach недотыкомка»       | Автор музыки, исполнитель |
| 2020        | «На Дальних ВнеЗемелья Рубежах» | Автор музыки, исполнитель |
| 2020        | «Царь Птица»                    | Автор музыки, исполнитель |
| 2020        | «Больше ТрёхНеСобираться»       | Автор музыки, исполнитель |
| 2020        | «СПоследнимДнёмПобеды!»         | Автор музыки, исполнитель |
| 2020        | «Чёрный ящик»                   | Автор музыки, исполнитель |

#### Совместные проекты
| Дата релиза | Название                      | Режиссёр       | Участие Глеба Самойлова       |
| ----------- | ----------------------------- | -------------- | ----------------------------- |
| 2008        | «Би-2» — «Всё, как он сказал» | Кирилл Кузин   | Исполнитель, снимался в клипе |
| 2014        | «Би-2» — «Хипстер»            | Ирина Миронова | Исполнитель, снимался в клипе |
| 2017        | «Би-2» — «ХалиГалиКришна»     |                | Исполнитель                   |

### Фильмы
| Дата релиза | Название                                       |
| ----------- | ---------------------------------------------- |
| 2010        | Фильм «Эпилог» (DVD)                           |
| 2011        | Презентация альбома «Прекрасное жестоко» (DVD) |
| 2014        | Фильм «Я не изменюсь!» (DVD)                   |
| 2016        | Документальный фильм «Как на войне»            |